# Teichmüller-ruimte
In de wiskunde is een teichmüller-ruimte van een riemann-oppervlak {\displaystyle X}, genoteerd als {\displaystyle T_{X}} of {\displaystyle \mathrm {Teich} (X)}, een  complexe variëteit waarvan de punten alle complexe structuren van riemann-oppervlakken vertegenwoordigen. De onderliggende topologische structuren van deze Riemann-oppervlakken is dezelfde als die van {\displaystyle X}. De ruimte is vernoemd naar de Duitse wiskundige Oswald Teichmüller.

## Geschiedenis
Moduliruimten voor Riemann-oppervlakken en verwante Fuchsiaanse groepen worden al bestudeerd sinds het werk van Bernhard Riemann (1826-1866), die wist dat er {\displaystyle 6g-6} parameters nodig waren om de variaties van complexe structuren op een oppervlak van genus {\displaystyle g\geq 2} te beschrijven. De vroege studie van de Teichmüller-ruimte, eind negentiende-begin twintigste eeuw, was meetkundig en gebaseerd op de interpretatie van Riemann-oppervlakken als hyperbolische oppervlakken. Tot de belangrijkste bijdragers behoorden Felix Klein, Henri Poincaré, Paul Koebe, Jakob Nielsen, Robert Fricke en Werner Fenchel.
De belangrijkste bijdrage van Teichmüller aan de studie van moduli was de introductie van quasiconformele afbeeldingen in het onderwerp. Deze stellen ons in staat om de studie van moduliruimten veel diepgaander te maken, door ze extra eigenschappen te geven die niet aanwezig waren in de eerdere, meer elementaire werken. Na de Tweede Wereldoorlog werd het onderwerp verder ontwikkeld in deze analytische richting, met name door Lars Ahlfors en Lipman Bers. De theorie blijft actief, met talrijke studies van de complexe structuur van de Teichmüller-ruimte (geïntroduceerd door Bers).
De meetkundige piste in de studie van Teichmüller-ruimte werd nieuw leven ingeblazen na het werk van William Thurston in de late jaren 1970, die een meetkundige compactificatie introduceerde die hij gebruikte in zijn studie van de mapping class groep van een oppervlak.